# Matteo Antonio Picasso
Matteo Antonio Picasso (Recco, 7 marzo 1794 – Genova, 28 dicembre 1879) è stato un pittore italiano.

## Biografia

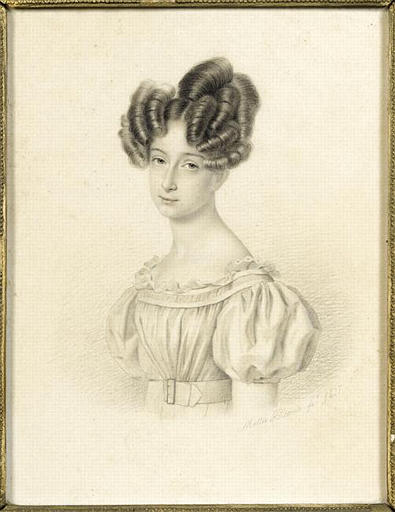
La principessa Marie d'Orleans (1813-1839), futura duchessa di Wurtemberg, all'età di quattordici anni

Allievo di Vincenzo Camuccini, Matteo Picasso fu soprattutto un ritrattista.
Iniziò la sua carriera in Inghilterra, Austria e Francia; tornato a Genova, fu legato alla famiglia Brignole-Sale-Galliera.
Nel capoluogo ligure, al Museo di Palazzo Rosso si trova il ritratto di Maria Brignole-Sale, duchessa di Galliera. Altri suoi ritratti sono conservati presso il Museo Condé di Chantilly. Nella chiesa parrocchiale di Recco (ricostruita dopo la seconda guerra mondiale) si trova, nella terza cappella destra, una tela di Matteo Picasso, datata 1830, che rappresenta la predica del Battista. Nel museo garibaldino a Genova è poi conservato un ritratto da lui dipinto di Garibaldi.